# Micromygale diblemma
Micromygale diblemma là một loài nhện trong họ Microstigmatidae.